# Crotalus pricei
Crotalus pricei, noto anche come crotalo di Price e crotalo di Price occidentale (chiamato comunemente in lingua inglese twin-spotted rattlesnake o western twin-spotted rattlesnake) è una specie di piccolo viperide (Viperidae) velenoso appartenente alla sottofamiglia dei crotalini (Crotalinae) che vive negli Stati Uniti d'America e in Messico.